# Chyp-Notic
Chyp-Notic war eine deutsche Eurodance-Gruppe, die 1988 gegründet wurde und zwischen 1990 und 1993 einige Hits in den deutschen Singlecharts hatte.

## Mitglieder
- Vlad Mint (eigentlich Vlad Myint-Swe; * 15. Februar 1969, † 27. September 1998) – Gesang, Gitarre
- Jan Erik (eigentlich Jan Machalek;* 18. Mai 1958) – Gitarre, Bass, Saxophon, Schlagzeug
- Walter Bee (eigentlich Walter Bussler; * 9. April 1967) – Keyboard

## Geschichte
Vlad Mint, Jan Erik und Walter Bee gründeten 1988 in Köln die gemeinsame Band Toys. Zwei Jahre später benannte sich das Trio in Chyp-Notic um und bekam einen Plattenvertrag bei Coconut Records. Mint brach seine Ausbildung zum Zahntechniker ab, Bee beendete seinen Job als Programmierer und Erik verkaufte seine Anteile an einer Diskothek.
Es folgte die erste und bis heute bekannteste Single Nothing Compares 2 U, komponiert von Prince. Die temporeiche Coverversion von Sinéad O’Connors Top-Hit in Deutschland (11 Wochen auf Platz 1) erreichte Platz 16 der Single-Charts. Nach insgesamt zwei Alben und diversen Erfolgen, unter anderem einer Top-20-Platzierung für die dritte Single I Can’t Get Enough (1992), lösten sich Chyp-Notic 1994 auf.
Im November 2015 erschien ein neues Chyp-Notic-Album mit dem Titel 25, auf dem sich Remix- und Remaster-Versionen der alten Hits sowie vier neue Tracks befinden.

## Diskografie

### Alben
- 1990: Nothing Compares
- 1992: I Can’t Get Enough
- 2008: Greatest Hits
- 2015: 25 – The New Best of Album: Remixed and Remastered

### Singles
- 1990: Nothing Compares 2U (The Ultimate Dance-Version)
- 1990: If I Can’t Have U
- 1991: I Can’t Get Enough[3]
- 1992: I Can’t Get Enough – Remix
- 1992: Still in Love with You
- 1992: I Do It All for You, Baby
- 1993: When I Dream
- 1994: Don’t Break the Heart (feat. Greg Ellis)
- 1999: In the Mix
- 2015: Nothing Compares 2U (2015 Remixes)

## Trivia
- Sinéad O’Connors Version von Nothing Compares 2 U ist ebenso ein Cover – Prince komponierte das Original im Jahr 1985 für seine Band The Family.

## Auszeichnungen
RSH-Gold
- 1993: in der Kategorie „Deutschproduzierte Gruppe“[4]